# Comisión de Cooperación Ecológica Fronteriza
La Comisión de Cooperación Ecológica Fronteriza (COCEF), también conocida como Border Environment Cooperation Commission (BECC) es una institución binacional creada en 1993 por los gobiernos federales de México y los Estados Unidos de Norteamérica, dentro del marco del Tratado de Libre Comercio de América del Norte (NAFTA, por sus siglas en inglés), para enfrentar los impactos ambientales en su frontera común derivados del dinamismo esperado por el NAFTA.
La función de la COCEF/BECC es el desarrollo y certificación de proyectos de infraestructura ambiental mediante un equipo de trabajo binacional y a través de un proceso público abierto, para su financiamiento por el Banco de Desarrollo de América del Norte (NADBank) y otras instituciones. Su jurisdicción abarca 100 km dentro de los Estados Unidos y 300 km dentro de México, cubriendo una franja de 1.2 millones de km² y sirviendo a una población aproximada de 23.8 millones de habitantes.
El Consejo Directivo de la institución presenta una estructura innovadora y única en los organismos binacionales, por estar representada la sociedad civil. Por los Estados Unidos: Departamento del Tesoro, Departamento de Estado, Agencia de Protección Ambiental, Representante de los Gobiernos Estatales y Representante de la Sociedad Civil. Por México: Secretaría de Hacienda y Crédito Público, Secretaría de Relaciones Exteriores, Secretaría de Medio Ambiente y Recursos Naturales, Representante de los Gobiernos Estatales y Representante de la Sociedad Civil.
La temática ambiental atendida por la COCEF/BECC incluye los sectores básicos de agua potable, sistemas de alcantarillado municipal, saneamiento (sistemas de tratamiento de aguas residuales), manejo integral de residuos sólidos municipales, drenaje pluvial y reutilización de aguas tratadas, así como los nuevos sectores emergentes de calidad del aire (pavimentación), conservación de agua en distritos de riego, transporte público, energía limpia y eficiente, residuos industriales peligrosos, reducción de residuos y reciclaje, y planeación y desarrollo institucional municipal. Para la certificación de proyectos se aplica un conjunto de criterios que incluyen: ubicación, factibilidad técnica, factibilidad financiera, participación pública, salud humana y ambiental, y desarrollo sustentable.
En sus quince años de existencia, el Programa de Asistencia Técnica y Certificación de Proyectos de la COCEF/BECC ha certificado 152 proyectos de infraestructura ambiental, con un costo de inversión total de $3,188 millones de dólares de los Estados Unidos, para el beneficio de más de 150 comunidades y 11.9 millones de habitantes de la región fronteriza entre México y los Estados Unidos de Norteamérica.
En materias de energía de fuentes renovables, la COCEF/BECC impulsa un programa permanente para establecer una alianza colaborativa con los estados fronterizos de México y los Estados Unidos de Norteamérica, gestionando e incorporando la cooperación federal legislativa y ejecutiva.
Con fecha 5 de junio de 2009 la COCEF/BECC inició públicamente su Programa de Cambio Climático (PCC) y el correspondiente proceso de asignación de recursos de asistencia técnica a fondo perdido para apoyar el desarrollo de inventarios de gases de efecto invernadero (GEI), planes de acción para la mitigación de consecuencias y adaptación al cambio climático y proyectos específicos de combate al calentamiento global en la región fronteriza entre México y los Estados Unidos de Norteamérica.

## BDAN y COCEF se fusionan
El Consejo Directivo de la Comisión de Cooperación Ecológica Fronteriza (COCEF) y del Banco de Desarrollo de América del Norte (BDAN) anunció en la 10 de noviembre, 2017 la fusion de la COCEF y el BDAN en una institución única para el desarrollo y financiamiento de infraestructura ambiental sustentable en la región fronteriza entre México y los Estados Unidos. Mtro. Carlos Márquez-Padilla Casar, Titular de la Unidad de Asuntos Internacionales de Hacienda de la Secretaría de Hacienda y Crédito Público (SHCP), quien preside el Consejo Directivo durante 2017 expresó:
Esta fusión define una nueva era para la institución, que mantendrá su misión de apoyar, preservar y proteger la salud humana y las condiciones ambientales para las comunidades a lo largo de la región fronteriza. Además, esta fusión asegurará que las funciones y operaciones del Banco continúen fortaleciéndose para servir de manera más efectiva las necesidades de la frontera.
- Datos: Q4944564